# Alice Albinia
Alice Albinia sinh năm 1976 tại London, là nhà báo, nhà văn người Anh. Quyển tiểu thuyết đầu tay của cô, Empires of the Indus, đã đoạt nhiều giải thưởng.

## Tiểu sử
Alice sinh tại London. Cô học môn Văn học Anh ở Đại học Cambridge, sau đó cô tiếp tục học môn Lịch sử Nam Á ở School of Oriental and African Studies (Trường Đông phương và châu Phi học). Xen kẽ giữa thời kỳ này, cô sang làm nhà báo và biên tập viên 2 năm ở Delhi (Ấn Độ).
Cô là một trong 3 thành viên Ban giám khảo của Giải Jerwood năm 2008.
Quyển tiểu thuyết mới nhất của cô, "Leela's Book", sẽ được "W. W. Norton & Company" xuất bản trong tháng 1 năm 2012.

## Giải thưởng
- 2005 Giải Jerwood cho quyển Empires of the Indus[1]
- 2009 Dolman Best Travel Book Award
- 2009 Giải Somerset Maugham[2]